# Берксвил (Кентаки)
Берксвил (енгл. Burkesville) град је у америчкој савезној држави Кентаки.

## Демографија
По попису из 2010. године број становника је 1.521, што је 235 (-13,4%) становника мање него 2000. године.
| Група             | 2000.         | 2010.         |
| Белци             | 1.523 (86,7%) | 1.331 (87,5%) |
| Афроамериканци    | 191 (10,9%)   | 126 (8,3%)    |
| Азијати           | 0 (0,0%)      | 8 (0,5%)      |
| Хиспаноамериканци | 16 (0,9%)     | 17 (1,1%)     |
| Укупно            | 1.756         | 1.521         |